# 劉憲同
劉憲同（1952年3月24日—），中華民國企業家及政治人物，民主進步黨籍，逢甲大學國際貿易學系畢業，現任高雄市商業會理事長、有益鋼鐵董事長。曾代表中國國民黨當選為第四屆立法委員。
2001年立委暨縣市長選舉前，他放棄連任立委，改爭取代表國民黨參選高雄縣長選舉。因與立委吳光訓、前鳳山市長黃八野相持不下，遂於當年5月5日舉辦黨內初選以決定提名人選。結果劉憲同黨員票最高、民調第三，總平均略次於黃八野而排名第二。由於三人總平均皆未達30%，且前兩名差距在3%以內，依規定應進行協調，若協調不成則就前兩名舉辦第二次初選。
經協調後劉憲同退出競逐，由國民黨組發會主委趙守博指派他擔任高雄縣黨部主任委員，負責協調黃八野、吳光訓二人。其後雖重作民調而由吳光訓出線，但黃八野質疑劉憲同主導的民調作業程序有疑義，因而退黨參選，同時該事件也遭受民進黨縣長參選人楊秋興的批判而或多或少影響到選情。選舉結果吳光訓、黃八野雙雙落敗，趙守博立即辭職以示負責。
2002年6月底，劉憲同退出國民黨。7月18日，被民進黨政府延攬擔任經濟部國營事業唐榮鐵工廠董事長，並於7月22日正式加入民進黨。。
劉憲同擔任唐榮董事長期間，帶領經營團隊拓展業務和整頓財務結構，讓唐榮轉轉虧為盈；同時也推動完成股票上櫃計畫案，順利轉型為民營公司。2006年8月任期屆滿卸任後，於9月11日，轉任義聯集團資深顧問，並擔任燁輝鋼鐵企業副董事長；2006年12月27日起擔任燁興企業董事長；2022年1月6日，當選第四屆台灣劉姓宗親會總會總會長；2022年3月31日，當選第十三屆高雄市商業會理事長；目前為有益鋼鐵股份有限公司董事長。